# Ихтис
Ихтис или Ихтус (грч. ἰχθύς - риба) је ранохришћански симбол који је већ у првобитној Цркви коришћен као акроним за израз: »Исус Христос, Божји Син, Спаситељ.« Ихтис такође на грчком значи риба. Овај симбол, којим су следбеници Исусовог учења обележавали просторе свог становања је, заједно са приказом Исуса као Доброг Пастира и вина, све до краја 4. века био доминантан у хришћанској иконографији.

## Значење и изглед
Рано усмено предање, која је касније узело и писани облик, приповеда да је у време прогона хришћана у Римском царству риба коришћена као хришћански знак распознавања, пошто грчка реч ἰχθύς у себи крије почетна слова израза Ιησούς Χριστός Θεού υιός σωτήρ:
ΙΗΣΟΥΣ (Iēsoûs »Исус«)
ΧΡΙΣΤΟΣ (Christós »Христос - Помазаник«)
ΘΕΟΥ (Theoû »Божји«)
ΥΙΟΣ (Hyiós »Син«)
ΣΩΤΗΡ (Sōtér »Спаситељ«)
Као цртани симбол, користио се једноставан приказ рибе који се састојао од две закривљене линије, а нађени су и кружни симболи, за које се претпоставља да укључују слова грчке речи ἰχθύς.
Симболика рибе је разнолика али се у већини случајева своди на плодност као небески благослов и давање живота, што због чињенице да живи у мору (води) које је само по себи давалац живота, што због великог броја јајашца која су сама по себи, такође, симбол живота и плодности. 
Риба је истовремено и мушки симбол – у Озирисовом култу риба је чисто фалусни, оплођујући симбол.
У Месопотамији рибу срећемо са филистинским божанством Дагоном (Даг-риба) чији се култ помиње и у Библији.
Стара јеврејска Пасха падала се месеца адра (adar-риба) док су прехришћански Јевреји учили да је риба храна блажених у рају као и симбол небеске гозбе у будућем животу.
У хиндуизму риба се среће у култовима Вишне, спаситеља у његовом првом оваплоћењу и творца нове расе, и Варуне, злаћане рибе. Попут медитеранских мистеријских култова и овде риба симболизује богатство и плодност као што је и атрибут божанске љубави. 
У Грчкој митологији реч ” делфос” имала је двојако значење – пророчиште и риба. У Делфима се стога у прво време прослављала Темис, оригинална богиња риба. Каснију рибљу богињу Афродиту Салакијску, прослављали су њени следбеници у свети дан, петак, када су јели рибе.
Пекторијев епитаф који почиње речима: О, божански роде Небеске Рибе, чувај своје срце непокварено, примивши бесмртно врело међу смртницима из божанских вода…! указује нам на сасвим другу димензију симболике рибе, њену повезаност са зодијаком у оквиру којег јој одговара један знак, знак рибе.
Бројне приказе зодијака-рибе виђамо у Египту, у пирамидама у Дендери и Теби, на којима је астролошки знак Рибе приказан негде са једном а негде са две рибе. Ова симболика приказа рибе, ће се временом изгубити тако да хришћани најчешће приказују само једну рибу означавајући је, као „Рибу Небеску“.

## Историја
Историјски није доказано да су рибу први хришћани користили као знак распознавања, то јест као тајну лозинку. Много пре појаве хришћанства, риба је већ имала своје дубоко заступљено мистично значење у већини медитеранских али и других култовима. У овом контексту се срећемо са њом код култова Изиде, Хатор, Венере, Атаргатис, Велике Мајке у Ефесу која око својих гениталија носи ниску риба док јој је око врата ниска са симболима зодијака.
Мотив рибе појављује се у 2. веку у графитима у катакомбама светог Калиста у Риму, а касније и на мозаицима хришћанских цркава. Око 200. године хришћански писац Тертулијан у својој се хришћанској поуци о крштењу (De baptismo) поиграва мотивом рибе, говорећи да су хришћани »рибице, по примеру [ΙΧΘΥΣ] Исуса Христа, рођени у води.«
То се Тертулијаново поређење темељи на јеванђелским извјештајима у којима Исус храни 5.000 људи хлебом и рибама у Јеванђељима по Марку, Матеји, Луки и Јовану, или на Исусовом позиву апостолу Петру и његовом брату Андрији, кад им каже да ће их учинити »рибарима људи« у Јеванђељу по Марку.
Међу сличне ране хришћанске знакове спадали су и Христов монограм и знак сидра.